# Anarkai
Anarkai är en ungdomsroman av Per Nilsson. Den gavs ut av Rabén och Sjögren 1996. Anarkai har även gjorts om till pjäs, Hej revolution, som skrevs för en grupp ungdomar på Teatersmedjan. Den hade urpremiär i Karlshamn 2006.
Romanen belönades 1997 med Nils Holgersson-plaketten